# 파벨 우흐톰스키
파벨 페트로비치 우흐톰스키(러시아어: Павел Петрович Ухтомский, 1848년 6월 10일 ~ 1910년 1월 1일)는 러시아 제국 해군에서 경력을 쌓은 해군 장교이다. 1904년부터 1905년까지 지속된 러일 전쟁에서 황해 해전에서의 작전으로 유명했다. 그의 가족은 혈통을 류리크 왕조로 추적할 수 있으며, 모스크바 대공국 시대에는 적당히 눈에 띄는 보야르였다. 그는 동료들에 의해 존경받지 못했다. 그들은 우흐톰스키의 계급과 직위를 역량이나 능력이 아니라 신분으로 얻었다고 생각했기 때문이다. 여순항에서 포위전 대부분을 참관했던 미국 해군 사령관 뉴튼 맥컬리 중위는 우흐톰스키는 “유능한 인물로 존경받지 못했지만, 러시아의 애국자로 여겨졌다"면서 비트게프트 제독이 지시한 6월 23일 출격에서 업적을 쌓았다.”고 평가했다.

## 생애
우크톰스키의 가문은 류리크 왕조의 계보로 모스크바 대공국 시대에 적당히 저명한 보야르였었다.
우크톰스키는 1867년 해군사관학교를 졸업하고, 1873년 해양 전문대학원을 졸업했다. 1885년 2급 대위로 승진했으며, 1894년에는 1급으로 승격되었다. 1896년부터 순양함 블라디미르 모노마크의 지휘관이었고, 1900년 전함 포트르 벨리키에서 근무하였다. 1901년 우크톰스키는 해군 소장으로 승진했고, 크론시타트의 참모장으로 임명되었다.
러일 전쟁의 서전에, 우크톰스키는 제독 오스카 스타크의 휘하에 사령관보로 여순항에 있었고, 전함 전대의 일부를 맡고 있었다. 1904년 2월 24일 스타크의 해임에 따라 그는 여순항 전대의 사령관으로 10일 동안 스테판 마카로프 제독이 도착할 때까지 근무했다. 그는 일본 구축함 공격에 대항하여 러시아 기지 방어에 참여한 공으로 1등 성 스타니슬라우스 훈장을 검과 함께 수여 받았다.
4월 13일, 마카로프 제독이 전투 중에 사망한 뒤 우크톰스키는 예브게니 알렉세예프 제독이 지휘권을 인수할 때까지 사령관으로 일했다. 황해 해전의 전투 이후, 전함 체사레비치를 타고 있던 빌헬름 비트게프트 제독이 전투 중 사망하자 함대의 명령권은 우크톰스키로 떨어졌다. 그의 기함인 전함 페레스베트의 신호가 날아갔으므로 나머지 함대에 신호를 보내려면 시간이 걸렸다. 우크톰스키는 함대에게 여순항으로 안전 하게 돌아가도록 명령했다. 일부 사람들은 그의 행위를 비겁한 행동이라고 여겼지만, 공평하게 얘기하자면 우크톰스키 왕자는 겁쟁이가 아니었다. 페레스베트는 황해에서 심각한 피해를 입었다. 교전 이후 배를 방문하고 손상을 관찰한 뉴턴 맥컬리 중령 (여순항의 미국 해군 참사관)에 따르면 페레스베트는 적어도 8개 이상의 포탄 피격에 의한 16군데 이상의 뚜렷한 관통 흔적이 있으며, 교전 중에 더 많은, 또는 가장 심한 손상을 입었다고 밝혔다. 전투가 끝나갈 무렵에는 페레스베트는 (깔때기와 보일러에 심한 손상으로) 6노트 이상의 속도를 낼 수 없었고, 우크톰스키가 내릴 수 있는 실질적인 선택은 나머지 느린 전함과 심하게 손상당한 순양함을 수습해서 여순항으로 돌아가는 수밖에 없었다. 그는 9월 4일에 직위가 더 낮은 로버트 비렌 대위로 교체될 때까지 3주를 더 사령관직에 있었다.
전쟁이 끝난 후, 우크톰스키는 1906년 질병을 핑계로 현역에서 은퇴했으며, 부제독의 지위로 승진했다.

## 공훈
- 성 스타니슬라우스 훈장, 1급 (검 하사, 1904년)

## 참고 문헌
- Connaughton, Richard. Rising Sun and Tumbling Bear: Russia's War with Japan . Cassell (2003). ISBN 0-304-36657-9
- Jukes, Jeffery. The Russo-Japanese War 1904-1905．Osprey 2002. ISBN 1-84176-446-9
- McCully, Newton, "The McCully Report: The Russo-Japanese War, 1904-05," Naval Institute Press (1977). ISBN 0-87021-371-7
- 코우너, 로템 (2006). 《Historical Dictionary of the Russo-Japanese War》. The Scarecrow Press. ISBN 0-8108-4927-5.
- Stafford, Julian. Maritime Operations in the Russo-Japanese War 1904-1905. Naval Institute Press (1997). ISBN 1-55750-129-7
- Warner, Dennis & Peggy. The Tide at Sunrise; A History of the Russo-Japanese War, 1904-1905 . Charterhouse. (1974)